# Rožmitál pod Třemšínem
Rožmitál pod Třemšínem település Csehországban, a Příbrami járásban. Rožmitál pod Třemšínem Sedlice, Chrást, Čížkov, Vranovice, Vysoká u Příbramě, Věšín, Vševily, Hlubyně, Modřovice, Bezděkov pod Třemšínem, Březnice, Hvožďany és Nepomuk településekkel határos. Lakosainak száma 4317 fő (2024. január 1.).

## Népesség
A település lakosságának változását az alábbi diagram mutatja:
| Lakosok száma | 5082 | 5078 | 4546 | 3825 | 4524 | 4367 | 4374 | 4375 | 4185 | 4317 |
|               | 1869 | 1900 | 1921 | 1961 | 1980 | 2011 | 2016 | 2019 | 2021 | 2024 |